# 김무생
김무생(金茂生, 1940년 3월 16일 ~2005년 4월 16일)은 대한민국의 배우이다. 출생지는 충청남도 서산군 대산읍이고, 본관은 경주이다. 
- 1960년 연극 배우로, 1963년 DBS 동아방송 성우 1기로  데뷔하였다.

- 1969년에는 MBC 문화방송 텔레비전 드라마에 첫 출연하였다.

- 김무생이 출연한 주요 작품으로는 《용의 눈물》(태조 (조선)), 《조선왕조 오백년》(태조 (조선), 이순신 역) 등이 있다.

- 2005년 4월 16일, 서울특별시 강남구 일원동 삼성서울병원에서 폐렴으로 숨졌다.

- 김무생의 자녀 중 둘째 아들 김주혁(1972년~2017년)이 배우로 활동하였으며, 2005년 대한화재 광고에 함께 출연하기도 하였으나 얼마 안가 김무생은 폐암으로 별세하게 된다.

## 학력
- 인천송현국민학교 1947년~1953년 졸업
- 동산중학교 1953년~1956년 졸업
- 동산고등학교 1956년~1959년 졸업
- 동국대학교 연극영화학과 학사

## 출연작

### 드라마, 시트콤
- 1972년 MBC 일일연속극 《아다다》
- 1974년 MBC 일일연속극 《복녀》
- 1975년 MBC 일일연속사극 《집념》 ... 허준 역
- 1975년 MBC 일일연속극 《양반》
- 1976년 MBC 어린이연속극 《철이의 모험》
- 1976년 MBC 일일연속사극 《사미인곡》 ... 송시열 역
- 1976년 MBC 어린이연속극 《황금부처의 비밀》
- 1976년 MBC 화요연속극 《재회》
- 1977년 MBC 일일연속극 《정화》
- 1977년 MBC 주말연속극 《왜 그러지》
- 1977년 MBC 추석특집극 《최진사댁 고명딸》
- 1977년 MBC 일일연속극 《빨간 능금이 열릴때까지》
- 1978년 MBC 일일연속극 《남풍》
- 1978년 MBC 캠페인연속극 《알뜰가족》
- 1978년 MBC 주말연속극 《도련님》
- 1978년 MBC 주말연속극 《청춘의 덫》 ... 노 회장 역
- 1978년 MBC 일일연속극 《주인》
- 1979년 MBC 주말연속극 《엄마, 아빠 좋아》
- 1979년 MBC 주말연속극 《산이 되고 강이 되고》
- 1979년 MBC 6.25특집극 《최후의 증인》
- 1979년 MBC 8.15특집극 《한국인》
- 1979년 MBC 주간단막극 《사랑의 계절 - 두 사람》
- 1980년 MBC 주초연속극 《백년손님》
- 1980년 MBC 3.1절특집극 《변명》
- 1980년 MBC 금요연속사극 《홍사초롱》
- 1980년 MBC 6.25특집극 《아베의 가족》
- 1980년 MBC 8.15특집극 《의친왕》
- 1981년 MBC 주말연속극 《안녕하세요》
- 1981년 MBC 특별기획드라마 《제1공화국》 ... 내무부 장관, 민주당 국회의원 조병옥 역
- 1981년 MBC 주말연속극 《아빠의 수염》 ... 윤 노인 역
- 1982년 MBC 목금드라마 《은장도》
- 1982년 MBC 주말연속극 《고백》
- 1982년 MBC 특별기획드라마 《여인열전 - 서궁마마》 ... 임해군 역
- 1982년 MBC 일일연속극 《친구야 친구》 ... 이실 역
- 1982년 MBC 일일 시츄에이션 드라마 《시장사람들》
- 1983년 MBC 특별기획드라마 《한국인의 재발견 시리즈 - 광대가》 ... 신재효 역
- 1983년 MBC 주간연속극 《겨울 해바라기》
- 1983년 MBC 특별기획드라마 《조선왕조 오백년 - 추동궁 마마》... 조선 태조 이성계 역
- 1984년 MBC 특별기획드라마 《한국인의 재발견 시리즈 - 추사 김정희》... 김정희 역
- 1984년 MBC 주말연속극 《사랑과 진실》 ... 김 회장 역
- 1984년 MBC 주간연속극 《두 형사》
- 1985년 MBC 대하드라마 《조선왕조 오백년 - 임진왜란》 ... 이순신 역
- 1986년 MBC 특집드라마 《사이공 억류기》
- 1986년 MBC 주말연속극 《풀잎마다 이슬》 ... 양석찬 역
- 1987년 MBC 주간연속극 《도시의 얼굴》 ... 이도진 역
- 1987년 MBC 미니시리즈 《산하》 ... 조병옥 역
- 1987년 MBC 특집드라마 《천둥소리》
- 1988년 MBC 청소년드라마 《푸른 계절》
- 1988년 MBC 특집드라마 《그 겨울의 긴 계곡》
- 1989년 MBC 특집드라마 《추억 만들기》
- 1989년 MBC 주말연속극 《유산》 ... 박 비서 역
- 1989년 MBC 특별기획드라마 《제2공화국》 ... 국무총리 장면 역
- 1989년 MBC 수목드라마 《당신의 축배》 ... 김채봉 역
- 1990년 MBC 미니시리즈 《춤추는 가얏고》
- 1990년 MBC 아침드라마 《아직은 마흔아홉》 ... 서 교수 역
- 1990년 MBC 미니시리즈 《완전한 사랑》
- 1991년 MBC 토요드라마 《무동이네 집》 ... 강만성 역
- 1992년 SBS 드라마스페셜 《궁합이 맞습니다》
- 1992년 MBC 미니시리즈 《분노의 왕국》 ... 이자응 역
- 1992년 SBS 주말극장 《모래위의 욕망》 ... 장 회장 역
- 1993년 SBS 청춘 드라마 《열정시대》
- 1993년 KBS1 일일연속극 《당신이 그리워질 때》
- 1993년 MBC 특별기획드라마 《제3공화국》 ... 국무총리 장면 역
- 1993년 MBC 아침드라마 《당신 없는 행복이란》 ... 박상도 역
- 1993년 KBS2 주간시트콤 《합이 셋이오》 ... 주만동 역
- 1994년 SBS 아침연속극 《그대의 창》
- 1994년 SBS 미니시리즈 《도깨비가 간다》
- 1995년 SBS 주간드라마 《서울 야상곡》
- 1995년 KBS1 일일연속극 《바람은 불어도》 ... 황정운 역
- 1995년 SBS 대하사극 《장희빈》 ... 조사석 역
- 1996년 SBS 주말극장 《부자유친》 ... 송진남 역
- 1996년 MBC 미니시리즈 《화려한 휴가》 ... 인태곤 회장 역
- 1996년 KBS1 대하드라마 《용의 눈물》 ... 조선 태조 이성계 역
- 1997년 MBC 수목드라마 《내가 사는 이유》 ... 박성달 역
- 1997년 KBS2 주말연속극 《웨딩드레스》 ... 김택두 역
- 1997년 KBS2 일요아침드라마 《오늘은 왠지》
- 1998년 KBS2 미니시리즈 《맨발의 청춘》 ... 장명석 회장 역
- 1998년 KBS1 전원드라마 《대추나무 사랑 걸렸네》
- 1998년 SBS 일일드라마 《서울 탱고》 ... 조평달 역
- 1998년 MBC 주말연속극 《마음이 고와야지》 ... 김필호 역
- 1999년 KBS2 어린이드라마 《누룽지 선생과 감자 일곱개》 ... 황구탁 역
- 1999년 SBS 드라마 스페셜 《청춘의 덫》 ... 노 회장 역
- 1999년 SBS 월화드라마 《맛을 보여드립니다》 ... 종갑 역
- 2000년 KBS2 메디컬 서스펜스 드라마 《RNA》 ... 무라야마 박사 역
- 2000년 KBS2 주말연속극 《태양은 가득히》 ... 서병천 회장 역
- 2000년 SBS 창사 10주년 특별기획드라마 《경찰특공대》 ... 목산그룹 김 회장 역
- 2001년 KBS2 미니시리즈 《인생은 아름다워》 ... 유상철 역
- 2001년 KBS2 일일드라마 《여자는 왜?》
- 2002년 KBS1 대하드라마 《제국의 아침》 ... 왕규 역
- 2002년 KBS2 특별기획드라마 《태양인 이제마》 ... 충원공 역
- 2003년 MBC 월화미니시리즈 《옥탑방 고양이》 ... 이필득 역
- 2004년 SBS 특별기획 《폭풍 속으로》 ... 유병석 역
- 2004년 SBS 특별기획 《마지막 춤은 나와 함께》 ... 강 회장 역

### 영화
- 1969년 《상해 임시정부》
- 1973년 《특공외인부대》 ... 김안일 역
- 1976년 《대의》
- 1977년 《둘도 없는 너》
- 1979년 《청춘의 덫》
- 1985년 《깊고 깊은 그곳에》
- 1985년 《여자는 한번 승부한다》
- 1986년 《신의 아들》 ... 김대풍 역
- 1986년 《뛰는 자 나는 자》
- 1988년 《사랑의 낙서》 ... 달호 부 역
- 2000년 《시월애》 ... 한 교수 역
- 2004년 《어깨동무》 ... 태식 부 역
- 2004년 《고독이 몸부림칠 때》 ... 조진봉 역

### CF
- 1976년 생명보험협회
- 1980년 종근당 나이킨 내복액(Feat. 신구)
- 1982년 ~ 1985년 한독 썰감
- 1986년 형지에스콰이아
- 1986년~1987년 위니아전자 대우 VTR "탤런트"("탤런트 Q", Feat. 김윤경)
- 1987년 종근당 제스탄
- 1989년 JW중외제약 베스티딘
- 1992년 삼일제약 그래칼
- 1993년~1994년 코오롱제약 덴타돌
- 1993년 롯데제과 롯데껌
- 1996년 동화약품 까스활명수큐
- 1997년 일화 열쌍탕 ("KBS 드라마 - 용의 눈물" 팀으로 출연)
- 2005년 대한화재 하우머치(Feat. 아들 김주혁)

## 수상
- 1969년 한국연극영화예술상 - 연극 부문 신인 연기상
- 1976년 한국연극영화예술상 - TV 부문 남자 연기상
- 1976년 MBC 연기상 - 탤런트 부문 남자 최우수 연기상
- 1977년 MBC 연예대상 - 남자 탤런트 상
- 1984년 대종상 영화제 - 남우 조연상
- 1986년 한국방송대상 - 남자 TV 연기상
- 1997년 KBS 연기대상 - 남자 최우수 연기상
- 2005년 SBS 연기대상 - 공로상

## 같이 보기
- 전운
- 유동근
- 이순재
- 용의 눈물
- 김주혁